# Pygeum turnerianum
Pygeum turnerianum är en rosväxtart som beskrevs av Frederick Manson Bailey. Pygeum turnerianum ingår i släktet Pygeum och familjen rosväxter. Inga underarter finns listade i Catalogue of Life.